# Catalogue AGK
Pour les articles homonymes, voir AGK.
Le catalogue AGK (de l'allemand Astronomische Gesellschaft Katalog) est un catalogue d'étoiles astrométrique. La compilation des données pour la première version, AGK1, fut commencée en 1861 par Friedrich Argelander et publiée entre 1890 et 1954, listant 200 000 étoiles jusqu'à la magnitude 9.
La seconde version, AGK2, fut entamée dans les années 1920 et publiée entre 1951 et 1958, utilisant des données photographiques provenant des observatoires de Bonn et de Hambourg.
La troisième version, AGK3, fut commencée en 1956 et publiée en 1975. Elle contient 183 145 étoiles au nord de la déclinaison –2° avec des erreurs de position moyennes de ±0.13" et des erreurs de mouvement propre de ±0.009"/an.